# (5435) Kameoka
(5435) Kameoka es un asteroide perteneciente al cinturón de asteroides descubierto el 21 de enero de 1990 por Atsushi Sugie desde el Observatorio Astronómico Dynic, Taga, Japón.

## Designación y nombre
Designado provisionalmente como 1990 BS1. Fue nombrado Kameoka en homenaje a la ciudad Kameoka, su castillo y un lugar con un encanto especial, ubicada justo al oeste de Kioto.

## Características orbitales
Kameoka está situado a una distancia media del Sol de 3,155 ua, pudiendo alejarse hasta 3,555 ua y acercarse hasta 2,754 ua. Su excentricidad es 0,126 y la inclinación orbital 18,13 grados. Emplea 2046,92 días en completar una órbita alrededor del Sol.

## Características físicas
La magnitud absoluta de Kameoka es 11,8. Tiene 26,301 km de diámetro y su albedo se estima en 0,046. 